# Kim Polling
Kim Polling (Zevenhuizen, 8 de febrero de 1991) es una deportista neerlandesa que compite en judo.
Ganó una medalla de bronce en el Campeonato Mundial de Judo de 2013 y cuatro medallas de oro en el Campeonato Europeo de Judo entre los años 2013 y 2018. En los Juegos Europeos de Bakú 2015 consiguió una medalla de oro en la categoría de –70 kg.

## Palmarés internacional
| Campeonato Mundial | Campeonato Mundial      | Campeonato Mundial | Campeonato Mundial |
| Año                | Lugar                   | Medalla            | Categoría          |
| ------------------ | ----------------------- | ------------------ | ------------------ |
| 2013               | Río de Janeiro (Brasil) | Medalla de bronce  | –70 kg             |
| Juegos Europeos    |                         |                    |                    |
| Año                | Lugar                   | Medalla            | Categoría          |
| 2015               | Bakú (Azerbaiyán)       | Medalla de oro     | –70 kg             |
| Campeonato Europeo |                         |                    |                    |
| Año                | Lugar                   | Medalla            | Categoría          |
| 2013               | Budapest (Hungría)      | Medalla de oro     | –70 kg             |
| 2014               | Montpellier (Francia)   | Medalla de oro     | –70 kg             |
| 2015               | Bakú (Azerbaiyán)       | Medalla de oro     | –70 kg             |
| 2018               | Tel Aviv (Israel)       | Medalla de oro     | –70 kg             |